# 東京EXTRA
『東京EXTRA』（とうきょうエクストラ）は、TBSで2015年10月19日から2016年6月27日まで、月曜日未明（日曜深夜）に放送されていた生放送情報バラエティ番組。

## 内容
毎回1つの土地のEXTRA情報を日本在住外国人が独自の目線で紹介、視聴者とともにGoogle+上に東京ガイドブックを作り上げていく。
番組は生放送、YouTubeでも同時配信を行っていた。

## 出演者

### テレビMC
- 渡部建
- 河北麻友子
- 足立梨花
- 英里子:2015年11月30日(河北麻友子が休み代役)

### YouTube MC
- マーティ・フリードマン
- アンダーソン静香
- ミーシャ・ジャネット

### VTRリポーター
- Mira:カナダ出身東京在住のYouTuber
- Taylor:カナダ人のモデル(YouTube channel Taylor R)
- Iizumi Chan:ウクライナ出身のYoutuber
- Samuel Thomas:来日して5年目のイギリス人ファッションジャーナリスト
- Miki
- Brandon:来日3年目のアメリカ人ファッションデザイナー
- BRIAN:ラーメンブログ「Brian's blog Ramen Adventures」運営
- 平田梨奈(元AKB48)
- 野澤玲奈(AKB48)

## コーナー
- WATABE'S EXTRA:渡部建がその回の紹介地のおすすめグルメスポットを30秒で紹介する。
  - ADACHI'S EXTRA:足立梨花が紹介地のおすすめスポットを15秒で紹介する。不定期
- RAMEN道:BRIANがAKB48メンバーを連れ東京のラーメン店を紹介、最後にBRIANが訪れた店についての格言を発表。
- TCN Tokyo Crazy News :TCN REPORTERが東京で一番ホットな話題を紹介する。

## 放送リスト
| 2015年 | 2015年       | 2015年                                | 2015年                                       | 2015年 | 2015年 |
| 回     | 放送日       | 紹介地・リポーター                    | WATABE'S EXTRA                               | RAMEN道・格言・アシスタント | 他 |
| ------ | ------------ | ------------------------------------- | -------------------------------------------- | --- | --- |
| 1      | 10月19日     | 銀座 〜伝統と革新が混在する街〜・Mira | こなから銀座店の「おでん」                   | 「りんすず食堂」の「レモンラーメン」・「レトロな雰囲気の中 驚くほど爽やかなレモンラーメンを りんすず食堂にて食す」・平田梨奈                   | TCN:スターウォーズブーム発生中(「羽田空港のR2-D2 ANA JET」、「キディランド」)・レポーターUCHIDA                                              |
| 2      | 10月26日1:05 | 原宿・Taylor                          | アロハアミーゴ原宿                           | 「肉汁らーめん 公」の「らーめん豚一本」・「真のチャーシューラーメンを求めるならば それは肉汁らーめん 公だろう」・平田梨奈                      | TCN:ナショナル麻布スーパーマーケットでの売れ筋品(「いろはす」、「南アルプスの天然水＆ヨーグリーナ」、「グリーンシャワー」)・レポーターUCHIDA |
| 3      | 11月2日      | 秋葉原・Mira                          | 丸五                                         | 「銀座 篝」の「鶏白湯SOBA」・「優雅な銀座の街にふさわしい 至高の1杯がKAGARIにはある」・野澤玲奈                                                | TCN:王様のお菓子ランド赤羽店で扱っているポテトチップス・レポーターUCHIDA                                                                     |
| 4      | 11月9日      | 浅草・Taylor                          | 千葉屋                                       | 「ラーメン大 押上・業平店」の「タワー盛りラーメン」・「スカイツリーに並ぶ特大ラーメンがあるならば それは『ラーメン大』のものだろう」・野澤玲奈 | TCN:北野エース東武池袋店で扱っているレトルトカレー・レポーターUCHIDA                                                                         |
| 5      | 11月16日2:25 | 高円寺・SamuelThomas                  | 味噌一 高円寺本店                            | 「麺屋 六感堂」の「塩グリーン麺ゆずみつば」・「ラーメンにスーパーフード? 六感堂は誰しもが楽しめる1杯を作るよ!」・平田梨奈                      | TCN:流行しているパズルを東急ハンズ新宿店で取材・レポーターUCHIDA                                                                             |
| 6      | 11月23日     | 新宿・Iizumi Chan                     | アカシア新宿本店の「ロールキャベツシチュー」 | 「新宿御苑らーめん桜花」の「御膳ラーメン」・「桜花ラーメンには『和』の心が詰まっている」・平田梨奈                                             | TCN:王様のお菓子ランド赤羽店でラーメンやお弁当のような見た目のお菓子・レポーターUCHIDA                                                       |
| 7      | 11月30日     | 高尾山・Miki                          | 坐忘の「せいろ蕎麦」                         | 「元祖めんたい煮込みつけ麺」の「元祖めんたい煮込みつけ麺」・「海の旨味が凝縮されたつけ麺は贅沢の極みだ」・平田梨奈                             | TCN:東急ハンズ新宿店で扱っているフェイスパックを紹介・レポーターUCHIDA                                                                       |
| 8      | 12月7日      | 中野・Brandon                         | ピッツェリア CIROの「チーロ」                | 「すずらん」の「国産銘柄豚のしゃぶしゃぶ らあめん」「角煮」・「黄金のスープに浮かぶ豚肉の島 それがすずらんのラーメンさ」・野澤玲奈             | TCN:東急ハンズ新宿店で扱っている最新の貯金箱を紹介・レポーターUCHIDA                                                                         |
| 9      | 12月14日     | 上野・SamuelThomas                    | ぽん多 本家の「タンシチュー」                | 「cafe the 6BT」の「ビーガン豆乳坦々麺」・「ビーガン料理の少ない日本にとって『6BT』はラーメン砂漠のオアシスだ」・野澤玲奈                      | TCN:傘専門店「東京ノーブル」で扱っている人気の傘を紹介・レポーターUCHIDA                                                                     |

## スタッフ
- ナレーター:Jonathan Sherr
- 吹き替え:Chris Okano、MC RYU
- 企画:竹中優介、岸田明理、澤由美彦
- TM:近藤明人
- TD:齊藤美由紀、榛沢栄一、柳田智明
- VE:吉永明久、湊里美、宇都宮勝
- CAM:柳田智明、渡邉岳之、尾崎宗弘、中里子、廣岡達之
- ロケ技術:Scott Larson
- MIX:尾崎宗弘、石鍋邦広、藤井忍
- LD:篠原秀樹
- 音効:福永真弓、ZACK
- MA:園田智明、黒須友美華、川口俊、井田須美子
- 編集:長岡夏美、飯田覚
- グラフィック:前川恭平
- IT技術:加藤克行
- 楽曲制作:浜田英二、岩本圭介
- 技術協力:TBSテックス、東通、TAMCO、エヌ・エス・ティー、PROPRST、ティ・エル・シー
- 美術プロデューサー:枡本瑠璃
- 美術製作:立原英生
- CG:團野慎太郎、岩屋朝仁
- イラスト:越前菜都子
- メイク:西尾さゆり
- 衣装協力:grosse GERMANY、roar、Million Carats、Free People、ESPERANZA、LANVIN、LANVIN en Bleu 、ABISTE、Orelia、ALMAGORES、cher、adonis green、LIFE WITH FLOWERS.、DRWCYS、ハニカムモード 、LIMITEDDITION、Rai du chanure、rich、REDYAZEL
- 編成:池田尚弘
- 宣伝:清水由花
- TK:岸田純子、藤井ひと美
- YouTubeLive制作:伊藤英、竹本啓之
- 協力:METOROPOLIS
- AD:持山勇太、鎌田愛、内田薫平
- AP:長谷川三芳、竹井晶子
- ディレクター:磯原幸道、塚本洋史、三宅康仁、寺尾幸星、天竺桂英生、阿部賢吾
- 演出:上田結木
- プロデューサー:谷知明
- コンテンツプロデューサー:竹中優介
- 制作協力:TBS VISION
- 製作著作:TBS